# 井戸端会議

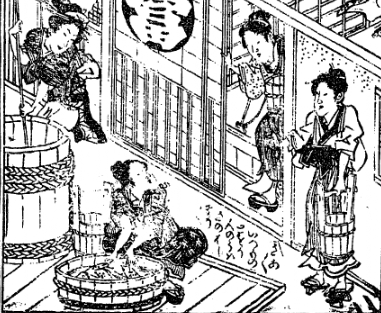
長屋の井戸端会議風景（東海道中膝栗毛より）

井戸端会議（いどばたかいぎ）は、かつて長屋の女たちが共同井戸に集まり、水くみや洗濯などをしながら世間話や噂話に興じたさま。主婦同士などによる世間話のこと。

## 概要
地域の人々が生活を共にする井戸があれば人が集い、たわいのない話、そして余計な噂話がはじまったものでありゲーテの19世紀の作品『ファウスト』にも描かれている。
江戸時代までは集合住宅そのものとして、その後も長く集合住宅の様式として残った長屋では、水を供給する井戸は長屋の共同設備であり、ここでは飲料水はもちろん炊事・洗濯から行水に使う水までもを求めた。同じ長屋で住むもの同士が順番に水を桶など容器に汲んで、各戸に用意された大きな水瓶まで運んでいって満たすまで往復する作業が行われた。この作業は、その各戸に住む家庭の主婦などの重要な仕事（家事）であったため、他の者が水を汲むまでの間は雑談に興じていたであろうことは想像に難くなく、落語など当時の風俗を伝えるものにも、数多く井戸端会議の姿は描かれている。
また、長屋の構造上では利便性を求め井戸はこれを備える長屋の間を通る私設生活道路の中央付近で比較的広い場所であったため、井戸の周りは自然と人が集まるようにもなっており、『筒井筒』の話が描くように、そこに住む子供もこの周りで遊んだりもしたようだ。また、長屋内で問題というほど深刻でもない情報が共有され、その一部には回覧板のような地域同報システムとして掲示板とまではいかなくても、貼り紙などの形で情報が示され、これを元として住民間で会話が行われることもあったであろう。長屋を舞台とする時代劇などにおいてもしばしば登場するシーンである。
井戸端会議には、長屋のおかみが自身の「でこ」を棚に上げて、その場に居ないどこそこの奥さんの「あご」を批判するような側面もある。1907年（明治40年）の『家庭下女読本』は、下女が米研ぎや洗濯をそっちのけにして、「奥さんの噂話」から役者にまつわる世間話までしているのは見苦しいとしている。
20世紀に入り場としての象徴であった井戸は、水道へと変わり近隣社会は解体していき、隣人が何をしている人なのか分からない都市社会へと至る。食堂も会議の場所となり、ほかにも近隣の人々が立ち寄り世間話を楽しむような場として、喫茶店のような場所があり井戸端会議と呼ばれることがある。空間の環境デザインとして、ベンチを置き、屋根を作り、屋外でも快適となるような場を構築していくと人々が集う場所が作られる。
インターネットにおいて地域性を重視したサービスに、まちBBSやSNS内に設けられた地域的なコミュニティがあり、引越する者のあいさつから、美味しい飲食店の意見交換、生活上の相談が話題となる。